# Jo Baer
Pour les articles homonymes, voir Baer.
Joséphine Gail Kleinberg, dite Jo Baer, née le 7 août 1929 à Seattle (État de Washington) et morte le 21 janvier 2025 à Amsterdam, est une artiste minimaliste américaine.

## Biographie

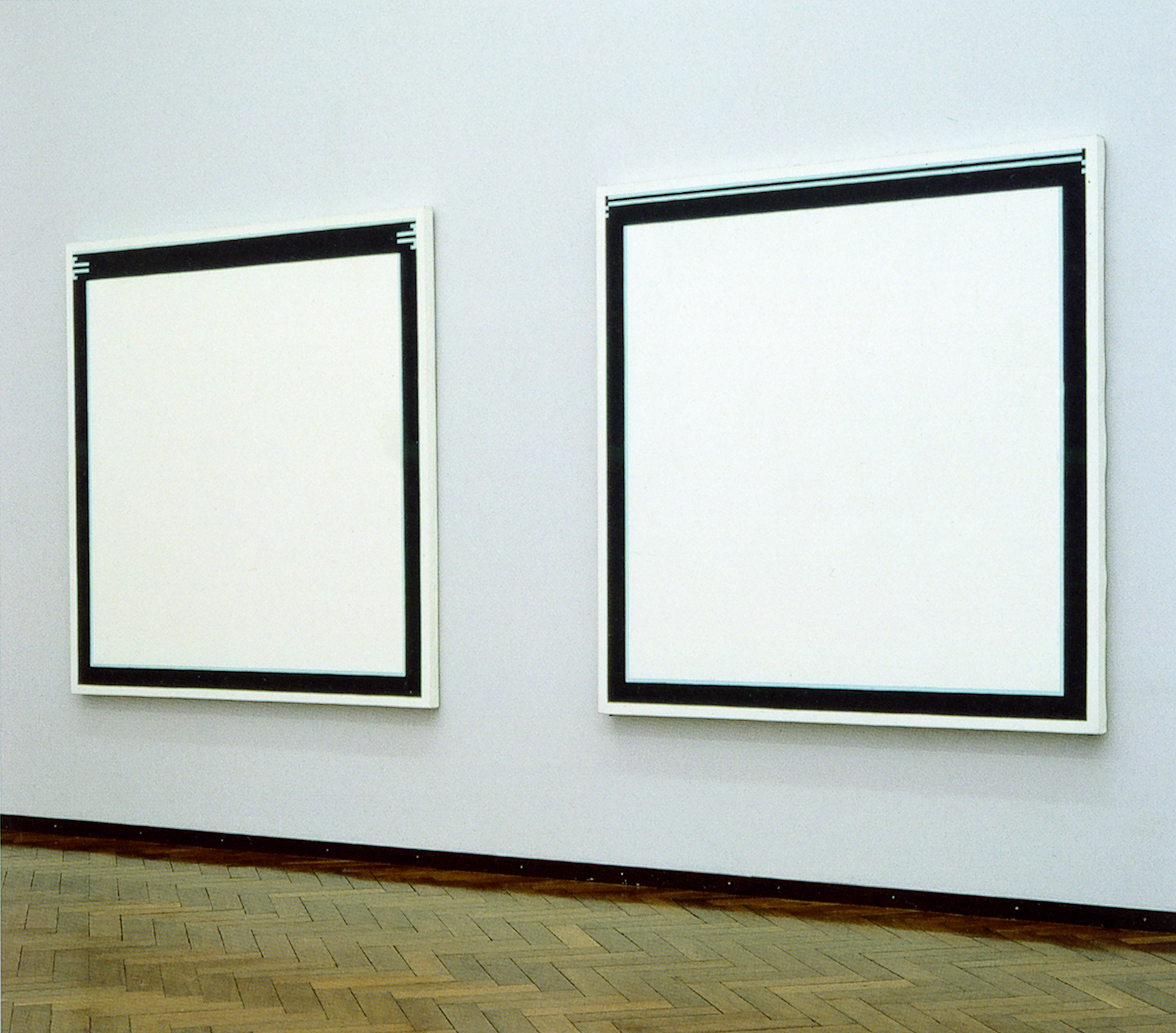
À gauche : Korean (1960). À droite : Korean (1962). Musée Van Abbe, Eindhoven

Jo Baer participe à de nombreuses expositions collectives, entre autres l'exposition Systemic Painting en 1966, au Whitney Annual en 1967, à la documenta 4 à Cassel en 1968, à la Corcoran Biennale de Washington en 1969. Elle fait des expositions particulières à New York en 1966 et à Cologne en 1969.

## Un style personnel
Pendant ses études à New York, Jo Baer développe une technique minimaliste de la monochromie. Le centre du tableau est formé par des structures ordonnées aux couleurs de plus en plus réduites, et seules ces structures déterminent la composition. Un fond blanc au centre s'harmonise la plupart du temps avec l'ensemble.
Dans le cadre du Minimal Art, elle s'intéresse aux Structures primaires, réduisant au minimum ses compositions et son style des années soixante peut être qualifié de Hard edge. Un simple trait de couleur courant parallèlement au bord de la toile, souligné par une bande noire, met en valeur le centre de la composition resté monochrome. Forme et format doivent s'accorder à la tonalité brillante ou mate, éclatante ou pâle.

## Musées
Plusieurs de ses œuvres sont conservées dans des musées, entre autres[réf. nécessaire] :
- New York, Museum of Modern Art :
  - Groupe de lumière primaire : Rouge verte bleue, daté 1964-1965.
- New York, Musée Solomon R. Guggenheim.
- New York, Whitney Museum of American Art.